# 劉業昭
劉業昭（1910年—2003年），字左彝，湖南長沙人。
國立杭州藝專畢業，受教於林風眠、潘天壽，從往日本帝國美術學校暨日本明治大學研究。遷台後任東南長官公署政務委員會文化教育處處長、交通部司長等職，並任教於國立台灣藝專。善繪山水、花鳥、人物、翎毛走獸。1961年應美國加州舊金山大學藝術學院邀請參展，後受聘為該校教授。1967年在美國加州名勝地區迪福隴市（Tiburon）設立寒溪畫室。2001年當選為迪福隴市第一屆桂冠畫家（Artist Laureate）。2003年病逝於美國加州馬林郡（Marin）。
劉業昭一生潜心绘画，他的座右铭是“以山水為師，以天地為畫布。不求聞達於世，但求畫筆長濡；不求豐衣足食，但求五斗自足；但願知交常相還，何須冠蓋滿京華。”